# Sogno e son desto
Sogno e son desto è stato un varietà musicale televisivo italiano andato in onda in prima serata su Rai 1, in tre diverse edizioni, dall'11 gennaio 2014 al 6 febbraio 2016 con la conduzione di Massimo Ranieri.

## Il programma
Nato come trasposizione televisiva dell'omonimo spettacolo teatrale, riprende gli schermi del classico varietà vecchio stampo e vede la presenza di numerosi amici in qualità di ospiti per inediti duetti canori (anche collegati ed introdotti da aneddoti della sua gioventù e vita passata). Spazio anche a momenti di poesia, teatro e ballo ed a omaggi ai grandi cantautori e artisti della musica italiana da parte dello stesso cantante napoletano, oltre alla riproposizione dei suoi brani di maggior successo.

## Edizioni
| Edizione | Periodo           | Periodo           | Giorno | Puntate | Conduzione      | Presenze fisse | Direzione d'orchestra | Regia            | Sede | Location                              | Media Telespettatori | Media Share |
| -------- | ----------------- | ----------------- | ------ | ------- | --------------- | --- | --------------------- | ---------------- | ---- | ------------------------------------- | -------------------- | ----------- |
| 1ª       | 11 gennaio 2014   | 25 gennaio 2014   | Sabato | 3       | Massimo Ranieri | | Pinuccio Pirazzoli    | Celeste Laudisio | Roma | Studio 5 Studi Dear, Roma             | 4 609 000            | 19,59%      |
| 2ª       | 13 settembre 2014 | 27 settembre 2014 | Sabato | 3       | Massimo Ranieri | Morgan e Simona Molinari | Fio Zanotti           | Celeste Laudisio | Roma | Studi Voxson, Roma                    | 3 626 000            | 19,16%      |
| 3ª       | 16 gennaio 2016   | 6 febbraio 2016   | Sabato | 4       | Massimo Ranieri | Nina Zilli, Enrico Rava, Stefano Di Battista, Rita Marcotulli, Stefano Bagnoli, Riccardo Fioravanti, Morgan (1ª-2ª puntata), Serena Rossi (3ª-4ª puntata) | Leonardo De Amicis    | Celeste Laudisio | Roma | Teatro 9 Studios (ex De Paolis), Roma | 3 457 000            | 14,70%      |

### Prima edizione (inverno 2014)
La prima edizione del programma segna il ritorno di Massimo Ranieri in televisione con un suo one-man show, a sette anni di distanza da Tutte donne tranne me e va in onda nell'inverno 2014 al sabato sera per 3 serate, dallo studio 5 degli Studi Dear in Roma.
La trasmissione è stata elogiata dalla critica e ha registrato buoni dati d'ascolto. La prima puntata vede la presenza in platea del giornalista e conduttore Gigi Marzullo.
L'edizione viene poi replicata dal 18 luglio al 1º agosto 2015, sempre in prima serata su Rai 1.
Viene di nuovo replicata dal 14 luglio 2019 al 28 luglio 2019, nella domenica pomeriggio di Rai 1. 
| Puntata | Messa in onda   | Ospiti | Media Telespettatori | Media Share | Fonte |
| ------- | --------------- | --- | -------------------- | ----------- | ----- |
| 1       | 11 gennaio 2014 | Francesco De Gregori, Andrea Bocelli, Badarà Seck, Clizia Fornasier, Lucia Bosè, Enrico Rava e in platea Gigi Marzullo                                                         | 5 019 000            | 21,01%      | [ 1 ] |
| 2       | 18 gennaio 2014 | Patty Pravo, Mauro Pagani, Franco Battiato, Filippo Timi, Stefano Bollani, Fiorella Mannoia e Michelangelo Pistoletto                                                          | 4 654 000            | 19,48%      | [ 2 ] |
| 3       | 25 gennaio 2014 | Gino Paoli, Stefania Sandrelli, Edoardo Bennato, Badarà Seck, Nancy Brilli, Stefano Di Battista, Irene Grandi, Giorgio Albertazzi, Miguel Ángel Zotto, Daiana Guspero e Morgan | 4 155 000            | 18,29%      | [ 3 ] |
| Media   | Media           | Media | 4 609 000            | 19,59%      |       |

### Seconda edizione (autunno 2014)
Grazie al buon successo ottenuto nell'inverno 2014, la seconda edizione del programma viene proposta a pochi mesi di distanza dalla prima e va in onda nell'autunno dello stesso anno per un nuovo ciclo di 3 puntate. Al fianco di Massimo Ranieri partecipano come presenze fisse il cantautore Morgan (con cui ha affrontato un genere musicale diverso per ogni puntata: rispettivamente la musica classica, musica rock e musica dei cantautori) e la cantautrice Simona Molinari.
Lo show inoltre si sposta dallo studio 5 degli Studi Dear agli studi Voxson, sempre in Roma. Cambio anche alla guida dell'orchestra, non più diretta da Pinuccio Pirazzoli (allora impegnato con la quarta stagione di Tale e quale show) ma dal maestro Fio Zanotti.
La prima puntata vede la presenza in platea di Marcello Marrocchi e Giampiero Artegiani (autori di Perdere l'amore, cavallo di battaglia di Ranieri), Gigi Marzullo e Gianni Togni.
L'edizione viene poi replicata dall'8 al 22 agosto 2015, sempre in prima serata su Rai 1.
Viene di nuovo replicata dal 4 agosto 2019 al 18 agosto 2019, nella domenica pomeriggio di Rai 1. 
| Puntata | Messa in onda     | Ospiti | Media Telespettatori | Media Share | Fonte |
| ------- | ----------------- | --- | -------------------- | ----------- | ----- |
| 1       | 13 settembre 2014 | Gianna Nannini, Max Tortora, Toto Cutugno e la Dzambo Agusevi Orchestra, Enrico Rava, Stefano Di Battista, Tullio De Piscopo, Tony Esposito, Milena Vukotic, Andrea Griminelli e in platea Marcello Marrocchi e Giampiero Artegiani | 3 734 000            | 19,72%      | [ 4 ] |
| 2       | 20 settembre 2014 | Caparezza, Elio, Pino Daniele, Al Bano, Boy George, Tullio Solenghi e Vittorio Grigolo | 3 311 000            | 17,86%      | [ 5 ] |
| 3       | 27 settembre 2014 | Ornella Vanoni, Marco Masini, Michele Zarrillo, Bianca Guaccero, Enzo Decaro, Raffaele La Capria, Deborah Iurato e Romina Power, Elio Pandolfi e Andrea Obiso                                                                       | 3 783 000            | 19,89%      | [ 6 ] |
| Media   | Media             | Media | 3 626 000            | 19,16%      |       |

### Terza edizione (inverno 2016)
Dopo un anno e mezzo di pausa, lo spettacolo torna in onda del periodo invernale del 2016 con importanti novità rispetto alle precedenti due edizioni del 2014: quattro serate invece di tre trasmesse dal teatro 5 degli Studios (ex De Paolis) di Roma e la direzione d'orchestra affidata a Leonardo de Amicis.
Oltre a Ranieri, il cast è composto da Nina Zilli come partner femminile, in sostituzione di Simona Molinari, e da Enrico Rava, Stefano Di Battista, Rita Marcotulli, Stefano Bagnoli e Riccardo Fioravanti, ai quali è affidato uno spazio dedicato alla rivisitazione jazz di alcuni grandi classici della musica napoletana degli anni '50 e '60.
Morgan è presente nelle prime due puntate poi deve abbandonare la trasmissione per motivi legati alla sua partecipazione al Festival di Sanremo 2016 (come esplicitamente annunciato dallo stesso cantautore e da Ranieri nella seconda puntata), il cui regolamento prevede che ogni concorrente non prenda parte a nessun programma televisivo nelle due settimane precedenti l'inizio della manifestazione.
La prima puntata vede la presenza in platea dell'attrice Valeria Valeri.
Nelle ultime due puntate interviene anche l'attrice e cantante Serena Rossi.
La terza edizione del programma viene replicata in estate dal 5 al 19 agosto 2017 in prima serata su Rai 1.
Viene di nuovo replicata dal 25 agosto 2019 al 15 settembre 2019, nella domenica pomeriggio di Rai 1. 
| Puntata | Messa in onda   | Ospiti | Media Telespettatori | Media Share | Fonte  |
| ------- | --------------- | --- | -------------------- | ----------- | ------ |
| 1       | 16 gennaio 2016 | Morgan, Antonello Venditti, Arisa, Vincenzo Salemme, Massimo Lopez, Don Gino Rigoldi, Nicoletta Mantovani, Ivan Guillermo Ayon Rivas, Elisa Balbo, Biagio Pizzuti e Alessandro Scotto Di Luzio (4 tenori di Modena della Scuola Luciano Pavarotti) e in platea Valeria Valeri | 3 527 000            | 14,51%      | [ 8 ]  |
| 2       | 23 gennaio 2016 | Morgan, Peppino Di Capri, Gianni Togni, Ron, Renato Pozzetto, Ale e Franz, Marisa Laurito, Antonio Tabucchi, corpo di ballo del Teatro dell'Opera di Roma ed I Tamburellisti di Otranto                                                                                       | 3 280 000            | 14,22%      | [ 10 ] |
| 3       | 30 gennaio 2016 | Il Volo, Nada, Alex Britti, Vulcanica, Nuova Compagnia di Canto Popolare, Badarà Seck, Luisa Ranieri, Massimo Ghini, Serena Rossi, Carlo Giuffré e Stefano Mancuso | 3 576 000            | 15,14%      | [ 12 ] |
| 4       | 6 febbraio 2016 | Riccardo Cocciante, Luca Carboni, Alessandra Amoroso, Funk Off, James Senese, Napoli Centrale, Tenores di Bitti Remunnu 'e Locu, Badara Seck, Serena Rossi, Maurizio Casagrande, Enrico Varriale, Gabriele Lavia, Maurizio Scaparro e Fulvio Scaparro                         | 3 446 000            | 14,93%      | [ 14 ] |
| Media   | Media           | Media | 3 457 000            | 14,70%      |        |

## Premi
- 2014 - Premio Regia Televisiva categoria Top Ten
- 2015 - Premio Regia Televisiva categoria Top Ten